# Liste des pays par tranches d'âge
La liste des pays par tranches d'âge présente la répartition en trois classes d'âge d'une population à un instant donné : l'enfance et l'adolescence (0-14 ans), la population active (15 à 64 ans) et le troisième âge, grosso modo l'âge de la retraite dans les pays où elle est appliquée (plus de 65 ans).

## Liste des pays

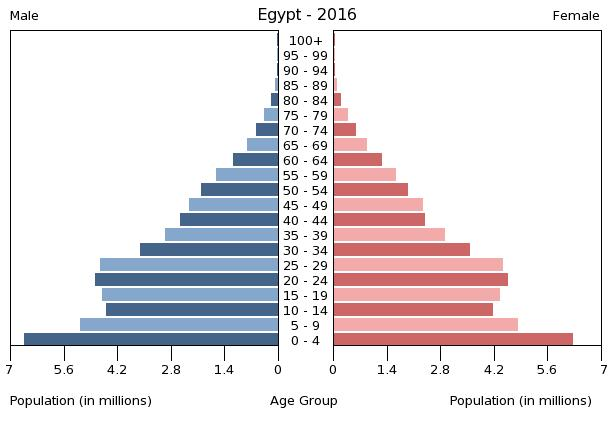
Pyramide des âges de l'Égypte en 2016.

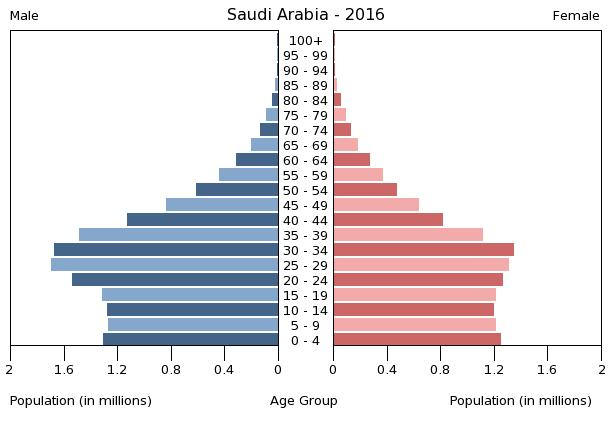
Pyramide des âges d'Arabie Saoudite en 2016.

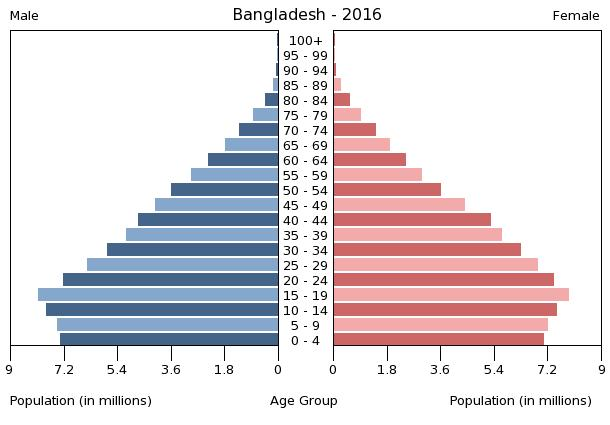
Pyramide des âges du Bangladesh en 2016.

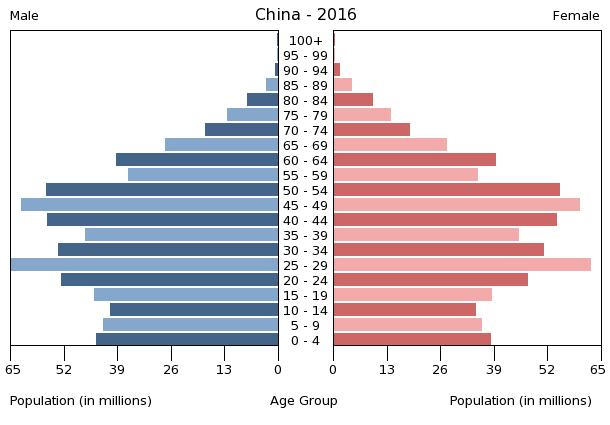
Pyramide des âges de la Chine en 2016.

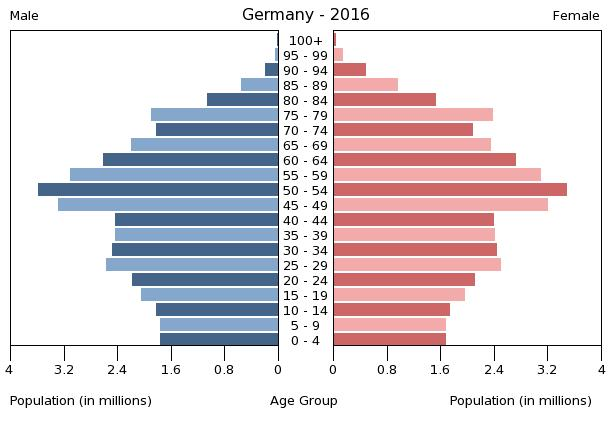
Pyramide des âges de l'Allemagne en 2016.

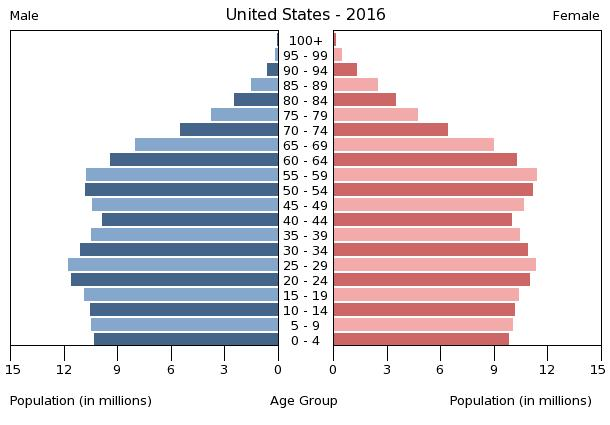
Pyramide des âges des États-Unis en 2016.

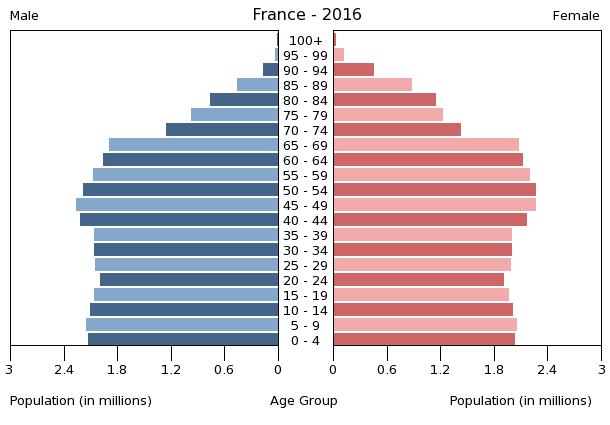
Pyramide des âges de la France en 2016.

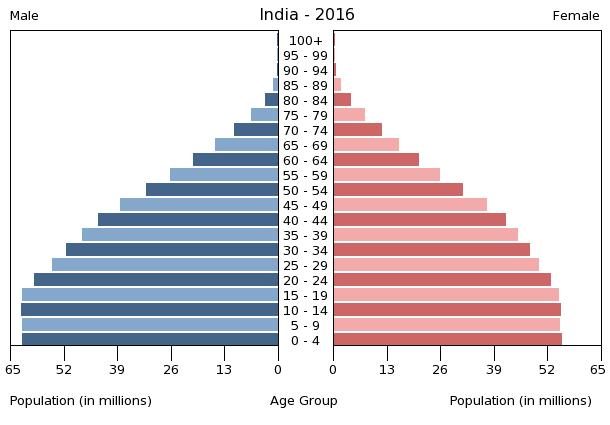
Pyramide des âges de l'Inde en 2016.

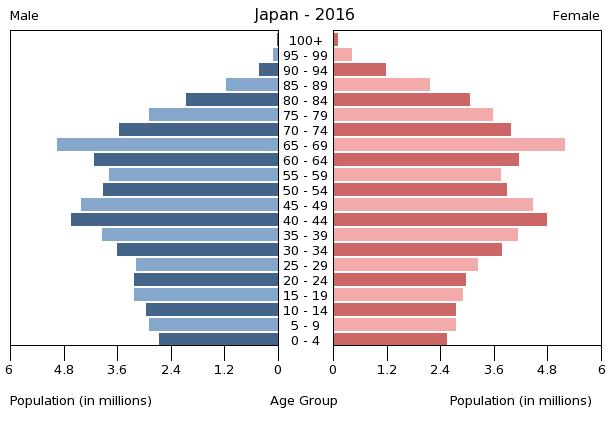
Pyramide des âges du japon en 2016.

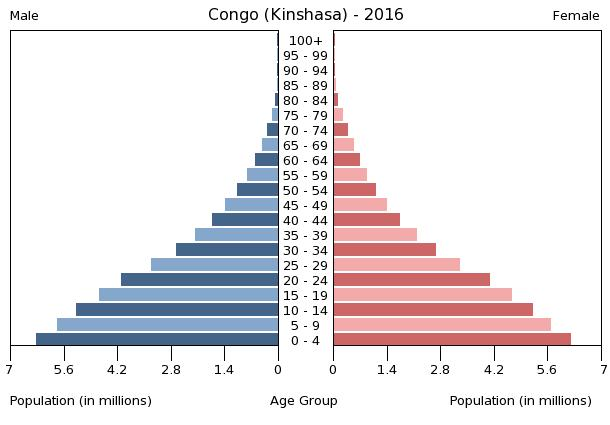
Pyramide des âges du Congo en 2016.

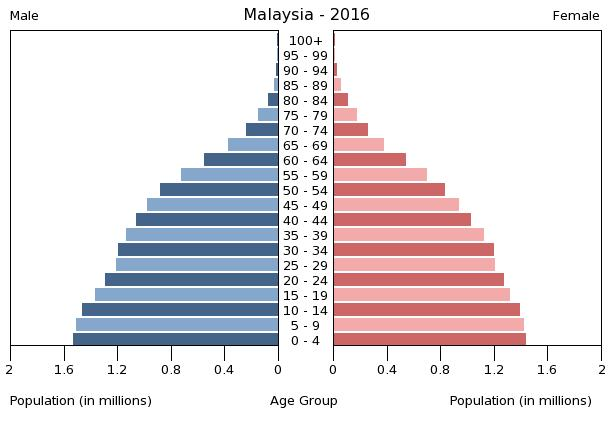
Pyramide des âges de la Malaisie en 2016.

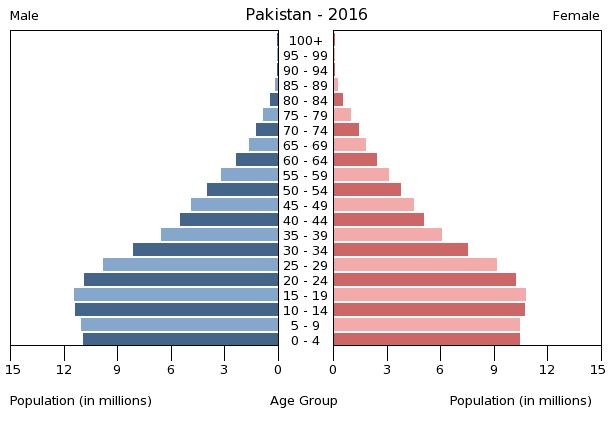
Pyramide des âges du Pakistan en 2016.

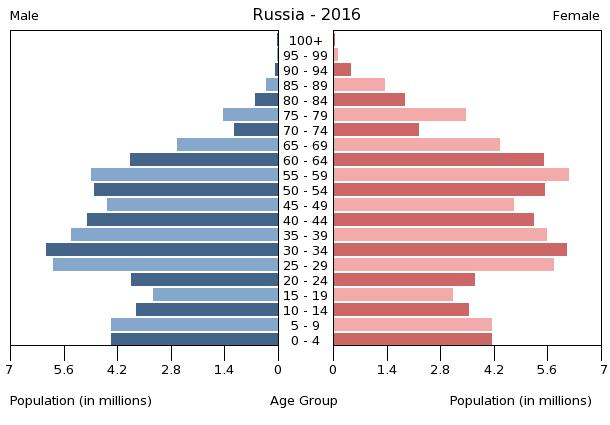
Pyramide des âges du Russie en 2016.

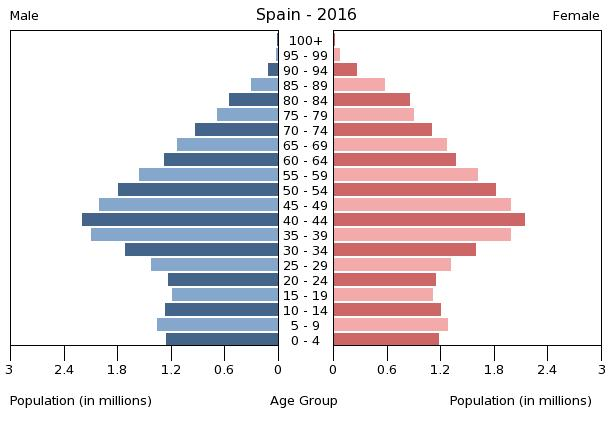
Pyramide des âges de l'Espagne en 2016.

Les données sont issues de la Banque mondiale, en date de 2023, en pourcentage de la population totale.
| Pays                             | Tranches d'âge | Tranches d'âge | Tranches d'âge |
| Pays                             | De 0 à 14 ans  | de 15 à 64 ans | Plus de 65 ans |
| -------------------------------- | -------------- | -------------- | -------------- |
| Afghanistan                      | 42,8 %         | 54,8 %         | 02,4 %         |
| Égypte                           | 32,6 %         | 62,5 %         | 04,9 %         |
| Albanie                          | 16,0 %         | 66,9 %         | 17,1 %         |
| Algérie                          | 30,4 %         | 62,9 %         | 06,6 %         |
| Îles Vierges des États-Unis      | 19,1 %         | 60,0 %         | 20,9 %         |
| Samoa américaines                | 27,1 %         | 65,3 %         | 07,7 %         |
| Andorre                          | 12,4 %         | 72,0 %         | 15,5 %         |
| Angola                           | 44,8 %         | 52,6 %         | 02,6 %         |
| Antigua-et-Barbuda               | 18,2 %         | 70,7 %         | 11,1 %         |
| Guinée équatoriale               | 38,1 %         | 58,8 %         | 03,1 %         |
| Argentine                        | 22,7 %         | 65,2 %         | 12,1 %         |
| Arménie                          | 20,4 %         | 65,9 %         | 13,7 %         |
| Aruba                            | 15,7 %         | 67,4 %         | 16,9 %         |
| Azerbaïdjan                      | 22,9 %         | 69,5 %         | 07,6 %         |
| Éthiopie                         | 39,3 %         | 57,5 %         | 03,2 %         |
| Australie                        | 18,0 %         | 64,8 %         | 17,2 %         |
| Bahamas                          | 18,5 %         | 72,2 %         | 09,3 %         |
| Bahreïn                          | 19,9 %         | 76,1 %         | 04,0 %         |
| Bangladesh                       | 25,5 %         | 68,2 %         | 06,3 %         |
| Barbade                          | 16,6 %         | 66,6 %         | 16,8 %         |
| Biélorussie                      | 16,6 %         | 65,7 %         | 17,7 %         |
| Belgique                         | 16,3 %         | 63,6 %         | 20,1 %         |
| Belize                           | 27,3 %         | 67,5 %         | 05,2 %         |
| Bénin                            | 42,3 %         | 54,7 %         | 03,1 %         |
| Bermudes                         | 14,4 %         | 64,4 %         | 21,2 %         |
| Bhoutan                          | 21,5 %         | 72,1 %         | 06,4 %         |
| Bolivie                          | 30,5 %         | 64,6 %         | 04,9 %         |
| Bosnie-Herzégovine               | 14,7 %         | 66,6 %         | 18,7 %         |
| Botswana                         | 32,2 %         | 64,0 %         | 03,8 %         |
| Brésil                           | 20,0 %         | 69,8 %         | 10,2 %         |
| Îles Vierges britanniques        | 13,7 %         | 75,8 %         | 10,5 %         |
| Bahreïn                          | 21,8 %         | 71,7 %         | 06,6 %         |
| Bulgarie                         | 14,0 %         | 63,7 %         | 22,3 %         |
| Burkina Faso                     | 43,3 %         | 54,1 %         | 02,5 %         |
| Burundi                          | 45,2 %         | 52,4 %         | 02,5 %         |
| Îles Caïmans                     | 16,7 %         | 74,8 %         | 08,5 %         |
| Chili                            | 18,2 %         | 68,4 %         | 13,5 %         |
| Costa Rica                       | 19,8 %         | 69,0 %         | 11,2 %         |
| Curaçao                          | 16,9 %         | 67,7 %         | 15,4 %         |
| Danemark                         | 15,9 %         | 63,3 %         | 20,7 %         |
| République démocratique du Congo | 46,5 %         | 50,6 %         | 02,9 %         |
| Allemagne                        | 14,0 %         | 63,3 %         | 22,7 %         |
| Dominique                        | 19,4 %         | 70,8 %         | 09,8 %         |
| République dominicaine           | 26,8 %         | 65,5 %         | 07,7 %         |
| Djibouti                         | 30,0 %         | 65,4 %         | 04,6 %         |
| Équateur                         | 25,3 %         | 66,6 %         | 08,1 %         |
| Salvador                         | 25,0 %         | 66,6 %         | 08,4 %         |
| Côte d'Ivoire                    | 41,1 %         | 56,5 %         | 02,4 %         |
| Érythrée                         | 38,7 %         | 57,3 %         | 04,0 %         |
| Estonie                          | 16,3 %         | 62,8 %         | 20,9 %         |
| Eswatini                         | 34,4 %         | 61,6 %         | 04,0 %         |
| Îles Féroé                       | 20,7 %         | 61,3 %         | 18,0 %         |
| Fidji                            | 28,3 %         | 65,6 %         | 06,1 %         |
| Finlande                         | 14,9 %         | 61,5 %         | 23,6 %         |
| États fédérés de Micronésie      | 29,9 %         | 63,7 %         | 06,4 %         |
| France                           | 17,0 %         | 61,0 %         | 22,0 %         |
| Polynésie française              | 20,8 %         | 68,6 %         | 10,6 %         |
| Gabon                            | 36,1 %         | 60,0 %         | 03,9 %         |
| Gambie                           | 42,6 %         | 55,0 %         | 02,4 %         |
| Géorgie                          | 21,3 %         | 63,9 %         | 14,7 %         |
| Ghana                            | 36,6 %         | 59,7 %         | 03,6 %         |
| Gibraltar                        | 16,9 %         | 61,8 %         | 21,3 %         |
| Grenade                          | 23,8 %         | 65,8 %         | 10,3 %         |
| Grèce                            | 13,6 %         | 63,3 %         | 23,1 %         |
| Groenland                        | 20,8 %         | 68,6 %         | 10,6 %         |
| Guam                             | 25,8 %         | 61,9 %         | 12,3 %         |
| Guatemala                        | 31,9 %         | 63,2 %         | 04,9 %         |
| Guinée                           | 41,2 %         | 55,5 %         | 03,3 %         |
| Guinée-Bissau                    | 39,6 %         | 57,5 %         | 02,8 %         |
| Guyana                           | 28,5 %         | 65,1 %         | 06,5 %         |
| Haïti                            | 31,8 %         | 63,6 %         | 04,6 %         |
| Honduras                         | 29,7 %         | 65,9 %         | 04,4 %         |
| Hong Kong                        | 11,9 %         | 66,8 %         | 21,4 %         |
| Inde                             | 24,9 %         | 68,0 %         | 07,1 %         |
| Indonésie                        | 24,9 %         | 68,1 %         | 07,0 %         |
| Irak                             | 37,3 %         | 59,3 %         | 03,4 %         |
| Iran                             | 23,3 %         | 68,8 %         | 07,9 %         |
| Irlande                          | 19,2 %         | 65,3 %         | 15,5 %         |
| Islande                          | 18,3 %         | 66,0 %         | 15,7 %         |
| Île de Man                       | 14,4 %         | 62,9 %         | 22,7 %         |
| Israël                           | 27,9 %         | 59,9 %         | 12,2 %         |
| Italie                           | 12,2 %         | 63,3 %         | 24,5 %         |
| Jamaïque                         | 19,4 %         | 72,8 %         | 07,8 %         |
| Japon                            | 11,5 %         | 58,5 %         | 30,1 %         |
| Yémen                            | 39,1 %         | 58,3 %         | 02,6 %         |
| Jordanie                         | 31,5 %         | 64,5 %         | 04,0 %         |
| Cambodge                         | 28,6 %         | 65,3 %         | 06,1 %         |
| Cameroun                         | 42,0 %         | 55,4 %         | 02,7 %         |
| Canada                           | 15,4 %         | 65,0 %         | 19,5 %         |
| Cap-Vert                         | 25,7 %         | 68,5 %         | 05,7 %         |
| Kazakhstan                       | 29,6 %         | 62,2 %         | 08,2 %         |
| Qatar                            | 15,7 %         | 82,7 %         | 01,6 %         |
| Kenya                            | 37,2 %         | 59,9 %         | 02,9 %         |
| Kirghizistan                     | 34,3 %         | 61,0 %         | 04,7 %         |
| Kiribati                         | 35,9 %         | 60,2 %         | 03,9 %         |
| Colombie                         | 21,1 %         | 69,5 %         | 09,4 %         |
| Comores                          | 37,8 %         | 57,9 %         | 04,3 %         |
| Kosovo                           | 20,6 %         | 68,9 %         | 10,5 %         |
| Croatie                          | 14,0 %         | 63,3 %         | 22,7 %         |
| Cuba                             | 15,6 %         | 68,3 %         | 16,1 %         |
| Koweït                           | 20,1 %         | 74,4 %         | 05,4 %         |
| Laos                             | 30,3 %         | 65,2 %         | 04,6 %         |
| Lesotho                          | 33,8 %         | 61,9 %         | 04,2 %         |
| Lettonie                         | 15,4 %         | 62,3 %         | 22,2 %         |
| Liban                            | 27,3 %         | 62,5 %         | 10,3 %         |
| Liberia                          | 40,0 %         | 56,7 %         | 03,3 %         |
| Libye                            | 27,7 %         | 67,3 %         | 05,0 %         |
| Liechtenstein                    | 14,4 %         | 65,6 %         | 20,0 %         |
| Lituanie                         | 15,4 %         | 63,4 %         | 21,2 %         |
| Luxembourg                       | 15,7 %         | 69,0 %         | 15,4 %         |
| Macao                            | 15,0 %         | 71,3 %         | 13,7 %         |
| Madagascar                       | 38,7 %         | 57,9 %         | 03,4 %         |
| Malawi                           | 42,0 %         | 55,4 %         | 02,5 %         |
| Malaisie                         | 22,4 %         | 69,8 %         | 07,8 %         |
| Maldives                         | 21,7 %         | 73,2 %         | 05,1 %         |
| Mali                             | 47,0 %         | 50,7 %         | 02,3 %         |
| Malte                            | 13,2 %         | 67,2 %         | 19,6 %         |
| Maroc                            | 26,3 %         | 65,7 %         | 08,0 %         |
| Îles Marshall                    | 32,0 %         | 63,3 %         | 04,8 %         |
| Mauritanie                       | 41,2 %         | 55,6 %         | 03,2 %         |
| Maurice                          | 16,0 %         | 70,7 %         | 13,3 %         |
| Mexique                          | 24,0 %         | 67,4 %         | 08,6 %         |
| Moldavie                         | 19,1 %         | 68,3 %         | 12,7 %         |
| Monaco                           | 13,3 %         | 50,9 %         | 35,8 %         |
| Mongolie                         | 32,3 %         | 62,9 %         | 04,8 %         |
| Monténégro                       | 17,9 %         | 65,2 %         | 16,9 %         |
| Mozambique                       | 43,3 %         | 54,1 %         | 02,6 %         |
| Birmanie                         | 24,4 %         | 68,6 %         | 07,0 %         |
| Namibie                          | 36,2 %         | 59,8 %         | 03,9 %         |
| Nauru                            | 38,8 %         | 58,6 %         | 02,7 %         |
| Népal                            | 28,5 %         | 65,3 %         | 06,2 %         |
| Nouvelle-Calédonie               | 21,9 %         | 66,7 %         | 11,4 %         |
| Nouvelle-Zélande                 | 18,5 %         | 64,8 %         | 16,7 %         |
| Nicaragua                        | 29,4 %         | 65,2 %         | 05,4 %         |
| Pays-Bas                         | 15,3 %         | 63,9 %         | 20,7 %         |
| Niger                            | 48,8 %         | 48,8 %         | 02,4 %         |
| Nigeria                          | 42,8 %         | 54,3 %         | 03,0 %         |
| Corée du Nord                    | 18,8 %         | 69,0 %         | 12,2 %         |
| Îles Mariannes du Nord           | 20,7 %         | 67,5 %         | 11,8 %         |
| Macédoine du Nord                | 15,9 %         | 68,9 %         | 15,1 %         |
| Norvège                          | 16,4 %         | 64,8 %         | 18,7 %         |
| Oman                             | 27,0 %         | 70,2 %         | 02,8 %         |
| Autriche                         | 14,4 %         | 65,4 %         | 20,2 %         |
| Timor oriental                   | 34,2 %         | 60,6 %         | 05,2 %         |
| Pakistan                         | 36,1 %         | 59,5 %         | 04,3 %         |
| Palestine                        | 38,4 %         | 58,0 %         | 03,6 %         |
| Palaos                           | 21,1 %         | 68,7 %         | 10,3 %         |
| Panama                           | 25,8 %         | 65,2 %         | 09,0 %         |
| Papouasie-Nouvelle-Guinée        | 33,9 %         | 62,8 %         | 03,3 %         |
| Paraguay                         | 28,7 %         | 64,9 %         | 06,4 %         |
| Pérou                            | 25,7 %         | 65,7 %         | 08,6 %         |
| Philippines                      | 30,0 %         | 64,4 %         | 05,6 %         |
| Pologne                          | 14,9 %         | 66,5 %         | 18,5 %         |
| Portugal                         | 13,0 %         | 63,7 %         | 23,3 %         |
| Porto Rico                       | 13,3 %         | 63,3 %         | 23,4 %         |
| République du Congo              | 40,6 %         | 56,6 %         | 02,8 %         |
| Rwanda                           | 38,1 %         | 58,7 %         | 03,3 %         |
| Roumanie                         | 15,8 %         | 65,7 %         | 18,5 %         |
| Russie                           | 17,6 %         | 66,3 %         | 16,2 %         |
| Saint-Martin                     | 21,1 %         | 67,1 %         | 11,8 %         |
| Îles Salomon                     | 38,9 %         | 57,6 %         | 03,5 %         |
| Zambie                           | 42,4 %         | 55,8 %         | 01,8 %         |
| Samoa                            | 37,5 %         | 57,2 %         | 05,3 %         |
| Saint-Marin                      | 12,3 %         | 66,8 %         | 20,9 %         |
| Sao Tomé-et-Principe             | 38,9 %         | 57,3 %         | 03,8 %         |
| Arabie saoudite                  | 25,6 %         | 71,4 %         | 03,1 %         |
| Suède                            | 17,4 %         | 62,2 %         | 20,4 %         |
| Suisse                           | 15,0 %         | 65,3 %         | 19,7 %         |
| Sénégal                          | 41,1 %         | 55,7 %         | 03,1 %         |
| Serbie                           | 14,6 %         | 65,0 %         | 20,5 %         |
| Seychelles                       | 23,0 %         | 68,5 %         | 08,5 %         |
| Sierra Leone                     | 38,5 %         | 58,3 %         | 03,2 %         |
| Zimbabwe                         | 40,3 %         | 56,4 %         | 03,3 %         |
| Singapour                        | 11,7 %         | 72,2 %         | 16,1 %         |
| Slovaquie                        | 15,6 %         | 67,4 %         | 16,9 %         |
| Slovénie                         | 15,0 %         | 63,6 %         | 21,4 %         |
| Somalie                          | 47,1 %         | 50,4 %         | 02,6 %         |
| Espagne                          | 13,5 %         | 65,8 %         | 20,7 %         |
| Sri Lanka                        | 22,4 %         | 65,7 %         | 11,9 %         |
| Saint-Christophe-et-Niévès       | 19,2 %         | 70,2 %         | 10,6 %         |
| Sainte-Lucie                     | 17,7 %         | 72,8 %         | 09,5 %         |
| Saint-Vincent-et-les-Grenadines  | 21,7 %         | 67,3 %         | 11,0 %         |
| Afrique du Sud                   | 28,3 %         | 65,8 %         | 05,9 %         |
| Soudan                           | 40,7 %         | 55,7 %         | 03,6 %         |
| Corée du Sud                     | 11,2 %         | 70,4 %         | 18,4 %         |
| Soudan du Sud                    | 43,0 %         | 54,1 %         | 02,9 %         |
| Suriname                         | 26,0 %         | 66,4 %         | 07,6 %         |
| Syrie                            | 29,7 %         | 65,6 %         | 04,7 %         |
| Tadjikistan                      | 36,1 %         | 60,3 %         | 03,6 %         |
| Tanzanie                         | 43,1 %         | 53,8 %         | 03,1 %         |
| Thaïlande                        | 15,2 %         | 68,8 %         | 16,0 %         |
| Togo                             | 39,6 %         | 57,2 %         | 03,2 %         |
| Tonga                            | 34,0 %         | 59,8 %         | 06,2 %         |
| Trinité-et-Tobago                | 18,8 %         | 69,3 %         | 12,0 %         |
| Tchad                            | 47,4 %         | 50,6 %         | 02,0 %         |
| Tchéquie                         | 15,8 %         | 63,4 %         | 20,8 %         |
| Tunisie                          | 24,7 %         | 66,0 %         | 09,3 %         |
| Turquie                          | 23,0 %         | 68,1 %         | 08,9 %         |
| Turkménistan                     | 30,9 %         | 63,7 %         | 05,4 %         |
| Îles Turques-et-Caïques          | 16,6 %         | 72,8 %         | 10,5 %         |
| Tuvalu                           | 31,7 %         | 61,6 %         | 06,7 %         |
| Ouganda                          | 44,4 %         | 53,9 %         | 01,7 %         |
| Ukraine                          | 15,4 %         | 64,4 %         | 20,2 %         |
| Hongrie                          | 14,4 %         | 65,9 %         | 19,7 %         |
| Uruguay                          | 18,7 %         | 65,5 %         | 15,8 %         |
| Ouzbékistan                      | 30,2 %         | 64,5 %         | 05,3 %         |
| Vanuatu                          | 39,1 %         | 57,2 %         | 03,8 %         |
| Venezuela                        | 26,7 %         | 64,4 %         | 08,8 %         |
| Émirats arabes unis              | 15,2 %         | 82,9 %         | 01,9 %         |
| États-Unis                       | 17,7 %         | 64,7 %         | 17,6 %         |
| Royaume-Uni                      | 17,2 %         | 63,3 %         | 19,5 %         |
| Viêt Nam                         | 22,2 %         | 68,3 %         | 09,5 %         |
| Chine                            | 16,8 %         | 68,9 %         | 14,3 %         |
| République centrafricaine        | 47,8 %         | 49,6 %         | 02,5 %         |
| Chypre                           | 15,8 %         | 69,0 %         | 15,2 %         |
| Pays                             | Tranches d'âge | Tranches d'âge | Tranches d'âge |
| Pays                             | De 0 à 14 ans  | De 15 à 64 ans | Plus de 65 ans |